# Islandiana flavoides
Espèce
Islandiana flavoides est une espèce d'araignées aranéomorphes de la famille des Linyphiidae.

## Distribution
Cette espèce est endémique de l'État de New York aux États-Unis,. Elle se rencontre sur Long Island.

## Description
Le mâle holotype mesure 1,50 mm et la femelle paratype 1,80 mm.

## Publication originale
- Ivie, 1965 : The spiders of the genus Islandiana (Linyphiidae, Erigoninae). American Museum Novitates, no 2221, p. 1-25 (texte intégral).